# Prophecy Productions
Prophecy Productions est un label indépendant allemand, basé à Zeltingen-Rachtig. Fondé en 1996 par Martin Koller, le label se concentre sur le néofolk, le black metal, le dark metal et la musique expérimentale.

## Histoire
Depuis 1993, Martin Koller utilise le nom de Prophecy pour sa petite entreprise de vente par correspondance. Selon lui, la véritable naissance de Prophecy Productions en tant que label est la sortie de l'album A Wintersunset... d'Empyrium. Alors que ce disque devait être le seul à sortir sous le nom de Prophecy, son succès encourage Koller à poursuivre le label,. Le succès rencontré par la vente de ce premier album incite son fondateur, Martin Koller, à poursuivre l'expérience. Différentes filiales furent ensuite créées dont Auerbach Tonträger, Cold Dimensions, Ember Music, Lupus Lounge, Sturmesflügel.
Dès les premiers jours, il était évident que Prophecy s'intéressait à l'ensemble de l'œuvre de certains musiciens et que certains artistes du label se sentaient attachés au label. En 1998, par exemple, Autumnblaze est signé, un nouveau groupe avec des musiciens de Paragon of Beauty, ainsi que Sun of the Sleepless, le projet parallèle de Markus Stock d'Empyrium. Tout au long de l'histoire de Prophecy, il y a eu beaucoup d'autres collaborations de ce genre entre le label et de nouveaux projets ou groupes. En 1998 également, le siège de l'entreprise est transféré de Wittlich à Zeltingen-Rachtig, et une coopération à long terme est décidée avec Markus Stock et son studio d'enregistrement Klangschmiede Studio E, afin de garantir un niveau de qualité élevé et continu pour les productions musicales de Prophecy. 
En 1999, Prophecy annonce des contrats avec les groupes établis et renommés In the Woods... et Bethlehem. Il s'agit de deux groupes A&R qui ont attiré l'attention sur le label et lui ont permis d'améliorer son statut.
La signature suivante est celle de Dornenreich en 2000, dont le premier album Her von welken Nächten (2001) compte parmi les plus grands succès de l'histoire de Prophecy. De même, Dornenreich reste fidèle depuis lors et fait partie des figures de proue du label.
En 2003, Prophecy signe The Vision Bleak, qui jouera un rôle majeur dans l'histoire du label. Pour leur premier album The Deathship Has a New Captain, Prophecy réussit à convaincre le célèbre acteur et doubleur allemand Otto Mellies d'une collaboration. Le deuxième album du groupe, Carpathia - A Dramatic Poem, devient l'une des meilleures ventes du label. Avec leur troisième album, The Wolves Go Hunt Their Prey, le groupe est entré pour la première fois dans les charts allemands de Media Control. Les albums suivants, Set Sail to Mystery et Witching Hour, font de même.
En 2014, Prophecy se retrouve pour la première fois avec deux albums simultanément dans les charts de Media Control : The Turn of the Tides d'Empyrium et 1994-2014, un coffret vinyle. En 2017, le fondateur Martin Koller fait de Los Angeles sa deuxième maison et utilise désormais la Cité des Anges comme épicentre de l'incursion de Prophecy en Amérique. Le vétéran de l'industrie du métal Rayshele Teige, qui est basé à Los Angeles, travaille aux côtés de Koller en Californie.
En 2020, Summerland du groupe néerlandais de rock Dool marque la première entrée dans le top 10 d'un groupe de Prophecy en Allemagne, à la 9e place et à la 5e place (vinyle). En 2021, Prophecy entame la célébration de son 25e anniversaire en collaborant avec Venus Principle, Magma et Arthur Brown (en collaboration avec Magnetic Eye Records) ainsi qu'avec plusieurs autres groupes, tout en continuant à cultiver son répertoire.

## Orientation stylistique et sous-labels
Dès leurs premières sorties, Prophecy a fait preuve d'une diversité stylistique. A Wintersunset... d'Empyrium proposait un metal romantique et mélodieux avec des influences folk, Im Schatten des Hasses de Nox Mortis un doom metal obscur, Melancholia de Penitent un mélange de dark wave et néoclassique, l'album éponyme d'Oberon une pop avant-gardiste, et l'album éponyme de Nærvær de la musique acoustique psychédélique. Cette diversité et cette imprévisibilité ont toujours été chères au label et sont devenues sa marque de fabrique. Grâce à son approche non conventionnelle et sélective lorsqu'il s'agit de signer des artistes, ainsi qu'à l'originalité de la musique publiée, Prophecy est devenu un « label de qualité », auprès des médias et des fans.

## Groupes et artistes

### Actuels
- Alcest
- Alternative 4
- Amber Asylum
- Antimatter
- Arctic Plateau
- Bethlehem
- Dark Suns
- Dornenreich
- Empyrium
- Falkenbach
- Fen
- Finnr’s Cane
- Fvnerals
- Klimt 1918
- Les Discrets
- Lifelover
- LowCityRain
- Nucleus Torn
- Oberon
- Tenhi
- The Vision Bleak

### Anciens
- Arcane Art
- Arcturus
- Autumnblaze
- Blazing Eternity
- Canaan
- Drawn
- Elend
- Eudaimony
- Ewigheim
- Gae Bolg
- Gods Tower
- Green Carnation
- In Blackest Velvet
- In the Woods...
- Kari
- Leakh
- Mysterium
- Nachtmahr
- Naervaer
- Nox Mortis
- Oberon
- Of the Wand and the Moon
- Paragon of Beauty
- Penitent
- Silencer
- Sonnentau
- Stille Volk
- Sun of the Sleepless
- The 3rd and the Mortal
- The Loveless

## Prophecy Fest
Depuis 2015, le label Prophecy Productions organise un festival musical en Allemagne dans la « Balve Cave », grotte naturelle servant également de salle de concert. Pendant deux jours s'enchaînent des groupes produits par le label, mais également d'autres artistes se rapprochant de l'univers néo-folk et black. L'édition 2017 compte 17 groupes, avec entre autres Arcturus et Sólstafir.